# Дом школы (Школьный переулок, Нежин)
Дом школы — памятник архитектуры местного значения в Нежине. Сейчас здесь размещается школа № 4 (её начальные классы).

## История
Изначально был внесён в «список памятников архитектуры вновь выявленных» под названием Казачье начальное училище.
Приказом Министерства культуры и туризма от 21.12.2012 № 1566 присвоен статус памятник архитектуры местного значения с охранным № 10059-Чр под названием Дом школы. Установлена информационная доска.

## Описание
Дом начальной четырёхклассной школы (земской школы) построен в 1912 году на Волосном переулке.  С 1919 года (по другим данным с 1921) — единая трудовая школа. В 1928 году деревянный дом школы был обложен кирпичом. С 1934 года — школа № 4.
Одноэтажный, деревянный, обложенный кирпичом, сложный в плане дом (близкий к прямоугольнику), с четырёхскатной крышей. Фасад с двумя боковыми ризалитами, которые занимают большую часть фасада. Фасад акцентирован пилястрами, наличниками, многопрофильным карнизом. Украшен орнаментальной кирпичной кладкой.